# Stilbia algirica
Stilbia algirica là một loài bướm đêm trong họ Noctuidae.